# Ермакова, Валентина Александровна
Валенти́на Алекса́ндровна Ермако́ва (1924—2003) — советская и российская актриса, театральный педагог. Народная артистка СССР (1981). Лауреат Государственной премии РСФСР им. К. С. Станиславского (1988).

## Биография
Родилась 29 ноября 1924 года в селе Молчановка (ныне Николаевский район Волгоградской области) в семье учителя. Примерно с 6 лет её воспитывал отчим, инженер-строитель Пётр Михайлович Круглов.
Детские годы прошли в Сталинграде. Школу не любила, трудно давались точные науки. Но она много читала и как следствие хорошо писала сочинения и изложения. В школьные годы не влюблялась в сверстников, её первыми влюблённостями были книжные герои: Печорин, Базаров, Инсаров. Начиная с пятого класса стала посещать театр. Некоторые одноклассницы открыто говорили о поступлении в артистки, а она сама держала свою мечту в тайне, не была уверена в себе. В школе особых друзей не заводила, по её собственным воспоминаниям она была «кошкой гуляющей сама по себе».
По окончании в 1948 году театральной студии при Саратовском ТЮЗе (ныне — имени Ю. П. Киселёва) начала играть в этом театре. В 1955 году — актриса Ташкентского русского драматического театра имени М. Горького (ныне Академический русский драматический театр Узбекистана), в 1956—1960 — Сталинградского областного драматического театра имени М. Горького.
С 1960 по 1995 год служила в Саратовском театре драмы имени К. Маркса (с 2003 года — имени И. А. Слонова).
С 1972 года занималась педагогической деятельностью в Саратовском театральном училище (ныне — Театральный институт Саратовской государственной консерватории имени Собинова), режиссёр-постановщик дипломных спектаклей. С 1988 года — профессор Саратовской консерватории имени Л. В. Собинова, в которой проработала до конца жизни. За это время подготовила не один десяток учеников, ставших ведущими актёрами в столичных и провинциальных театрах. Среди них: Е. В. Миронов, Г. Б. Тюнина, В. В. Калисанов, А. Г. Коршук, Д. В. Ланчихин, А. М. Вартаньян, А. А. Светлова, М. А. Матвеев, Д. А. Бурлаков.
Неоднократно избиралась председателем Саратовского отделения Всероссийского театрального общества.
Умерла 2 июня 2003 года в Саратове. Похоронена на Елшанском кладбище.

### Семья
- муж — Сагьянц, Юрий Михайлович (1927—1995), актёр театра и кино, театральный педагог, заслуженный артист РСФСР (1965).
- сестра — Круглова Вероника Петровна (1940—2024), советская эстрадная певица.
- брат — Круглов Анатолий Петрович (1936)
- дочь — Сагьянц Елена Юрьевна

## Творчество

### Роли

#### Саратовский ТЮЗ
- 1946 — «Снежная королева» Е. Л. Шварца — Кей
- 1947 — «Молодая гвардия» по А. А. Фадееву — Любовь Шевцова
- 1947 — «Жак-простак и Синяя борода» П. Г. Маляревского — Жаба
- 1948 — «Аленький цветочек» по одноимённой сказке С. Т. Аксакова, режиссёр В. И. Давыдов — Алёнушка
- 1948 — «Ревизор» Н. В. Гоголя
- 1948 — «Парень из нашего города» К. М. Симонова — Варя Бурмина
- 1949 — «Тайна вечной ночи» И. В. Луковского — Эльза
- 1949 — «Чудесный клад» П. Г. Маляревского — Янжима
- 1949 — «Воробьёвы горы» А. Д. Симукова — Валя
- 1949 — «Сказка о царе Салтане» по А. С. Пушкину — Ткачиха
- 1949 — «Два капитана» по В. А. Каверину — Катя Татаринова
- 1950 — «Не всё коту масленица» А. Н. Островского — Агния
- 1950 — «Семья» И. Ф. Попова — Ольга Ульянова
- 1950 — «Её друзья» В. С. Розова — Людмила Шарова
- 1950 — «Золотое сердце» А. Н. Матвеенко — царевна Светлана
- 1950 — «Лётчики не умирают» И. В. Штока — Фаина
- 1951 — «Где-то в Сибири» И. И. Ирошниковой — Аня Кутузова
- 1952 — «Гимназисты» К. А. Тренёва — Ольга Черничкина
- 1952 — «Ромео и Джульетта» Шекспира — Джульетта
- 1952 — «Ревизор» Н. В. Гоголя
- 1953 — «Страница жизни» В. С. Розова — Варя Строганова
- 1954 — «Три сестры» А. П. Чехова — Наталья Ивановна
- 1954 — «Два клёна» Е. Л. Шварца — Баба Яга
- 1954 — «Не называя фамилий» В. Б. Минко — Поэма
- 1955 — «Сирано де Бержерак» Э. Ростана
- 1955 — «В добрый час!» В. С. Розова — Галя Давыдова
- «Дамоклов меч» Н. Хикмета, режиссёр Д. А. Лядов — дочь судьи
- «Аргонавты»

#### Саратовский театр драмы имени И. А. Слонова
- 1962 — «Четверо под одной крышей» М. Н. Смирнова, М. Крайндель, режиссёр Я. А. Рубин — Лена Королькова
- 1964 — «Совесть» Д. Г. Павлова, режиссёр Д. А. Лядов — Наташа
- 1974 — «Лисички» Л. Хелман, режиссёр А. И. Дзекун — Реджина Гидденс
- «Мсье Амилькар» И. Жамиака — Элеонора
- «Месяц в деревне» И. С. Тургенева — Наталья Петровна
- 1977 — «Ужасные родители» Ж. Кокто, режиссёр А. И. Дзекун — Ивонна
- 1979 — «Гекуба» Еврипида, режиссёр А. И. Дзекун — Гекуба
- 1984 — «Жили-были мать да дочь» Ф. А. Абрамова, режиссёр А. И. Дзекун

### Фильмография
- 1970 — Без права на пощаду — Антонина Гавриловна Кнопина

## Звания и награды
- заслуженная артистка РСФСР (1958)
- народная артистка РСФСР (1973)
- народная артистка СССР (1981)
- орден Дружбы народов (1986)
- Государственная премия РСФСР имени К. С. Станиславского (1988) — за исполнение роли в спектакле «Жили-были мать и дочь» по Ф. А. Абрамову[6].
- Международная премия имени К. С. Станиславского (2002) — «За воспитание поколения актёров»[7]